# Gland (Aisne)
Gland település Franciaországban, Aisne megyében. Lakosainak száma 429 fő (2022. január 1.). Gland Blesmes, Brasles, Fossoy, Mont-Saint-Père és Verdilly községekkel határos.

## Népesség
A település népességének változása:
| Lakosok száma | 316  | 467  | 503  | 469  | 463  | 454  | 450  | 444  | 438  | 429  |
|               | 1968 | 1982 | 1990 | 2006 | 2013 | 2015 | 2017 | 2019 | 2020 | 2022 |